# Sušica (Rječina)
Sušica je najveći pritok rijeke Rječine. 

## Opis
Uglavnom je suha, ali za vrijeme velikih kiša izvire iz nekoliko izvora bliza mjesta Podkilavac. U nju utječu pritoci Zala, Lužac i Gonjuša.